# Карпова, Дарья Кузьминична
Да́рья Кузьми́нична Ка́рпова (1914—2003) — советская актриса театра и кино, народная артистка РСФСР (1959), заслуженная артистка Карельской АССР. Почётный гражданин Петрозаводска.

## Биография
Родилась в карельской крестьянской семье. Окончила семилетнюю школу в селе Паданы.
После окончания в 1932 году карельского отделения Ленинградской художественной студии работала в Государственном финском драматическом театре в Петрозаводске.
Сыграла на сцене более ста ролей, среди которых Комиссар («Оптимистическая трагедия» В. Вишневского, 1935), Любовь Яровая («Любовь Яровая» К. Тренёва, 1935), Айникки («Куллерво» А. Киви, 1935), Анита («Сын рыбака» В. Лациса, 1954), Мамина Лийза («Бабье лето» М. Лассила, 1963), Понсия («Дом Бернарды Альбы» Ф. Г. Лорки, 1969). Одной из самых значительных работ стала роль Манни в спектакле «Дикий капитан» по пьесе Ю. Смуула (1967).
Приглашалась на эпизодические роли в кино (фильмы «Сампо» и «Холодное лето пятьдесят третьего…»).
Карпова Д. К. была избрана первым председателем правления Карельского отделения Всероссийского театрального общества. Избиралась депутатом Верховного Совета СССР 3-4 созывов, депутатом Верховного Совета Карело-Финской ССР. Почётный гражданин Петрозаводска (1994).
Похоронена на Сулажгорском мемориальном кладбище Петрозаводска.